# Nituku
Nituku är ett periodiskt vattendrag i Burundi.   Det ligger i provinsen Makamba, i den södra delen av landet, 120 km sydost om huvudstaden Bujumbura.
Omgivningarna runt Nituku är en mosaik av jordbruksmark och naturlig växtlighet. Runt Nituku är det ganska tätbefolkat, med 93 invånare per kvadratkilometer.